# Sipunculus corallicolus
Sipunculus corallicolus är en stjärnmaskart som beskrevs av PourtalFs 1851. Sipunculus corallicolus ingår i släktet Sipunculus och familjen Sipunculidae. Inga underarter finns listade i Catalogue of Life.